# Pentaceraster tuberculatus
Espèce
Synonymes
- Oreaster tuberculatus Müller & Troschel, 1842[2] [3]
- Pentaceros tuberculatus Sladen, 1889[2] [3]

Pentaceraster tuberculatus est une espèce d'étoiles de mer tropicales de la famille des Oreasteridae.

## Systématique
L'espèce Pentaceraster tuberculatus a été initialement décrite en 1842 par Johannes Peter Müller et Franz Hermann Troschel sous le protonyme d’Oreaster tuberculatus.

Voici ce qu'ils en disent, sur la base d'un spécimen des Philippines : 

« Corps presque pentagonal, avec des bras peu développés. Surface dorsale ornée de gros mamelons hémisphériques ; bords latéraux portant des piquants courts et serrés. Couleur rougeâtre avec des points blancs. »

## Description
C'est une étoile régulière épaisse et charnue, pourvue de cinq bras boudinés de section plus ou moins triangulaire (en moyenne 2,5 fois le rayon du disque), et d'un disque central épais et très bombé (presque en pyramide). Son corps est assez rigide, de coloration très variable, et parcouru de lignes de gros tubercules arrondis, durs et légèrement plus clairs. Le milieu de chaque bras porte une rangée de tubercules bien alignés, et les autres sont disposés de manière moins régulière. 
Cette étoile peut mesurer jusqu'à une trentaine de centimètres de diamètre. La face orale est généralement plus claire que la face aborale, avec des sillons ambulacraires marqués.
Cette espèce appartient à un genre extrêmement complexe et mal défini. Elle est censée se reconnaître à l'absence de tubercules sur les 2 à 4 premières plaques supéro-marginales de chaque angle interradial (ce qui la distingue de Pentaceraster regulus), et à son armement dorso-latéral très peu développé (cantonné au disque central) voire absent. Les aires porifères sont aussi plus ou moins confluentes, ce qui la distingue de Pentaceraster decipiens. Du fait de la grande variabilité de toutes ces espèces, la ressemblance, notamment avec Pentaceraster mammillatus, rend la détermination in situ extrêmement difficile. 
Cependant, dans l'océan Indien cette espèce ne partage son aire de répartition qu'avec Pentaceraster horridus et Pentaceraster mammillatus.
Certains auteurs suggèrent que cette espèce n'est en fait qu'une variation morphologique de Pentaceraster mammillatus.

## Habitat et répartition
Cette étoile se rencontre à faible profondeur sur les côtes d'Afrique de l'Est (Kenya, Tanzanie) mais également en mer Rouge (Arabie…). Certaines sources l'identifient cependant aussi dans le Pacifique Ouest (de Singapour aux Philippines). Elle affectionne notamment les plages et les herbiers de phanérogames marines. 

## Publication originale
- (de) Johannes Müller et Franz Hermann Troschel, System der Asteriden, Brunswick, Vieweg Verlag, 1842, 196 p. (OCLC 12181643, LCCN 06022011, DOI 10.5962/BHL.TITLE.11715, lire en ligne).